# لیرکو

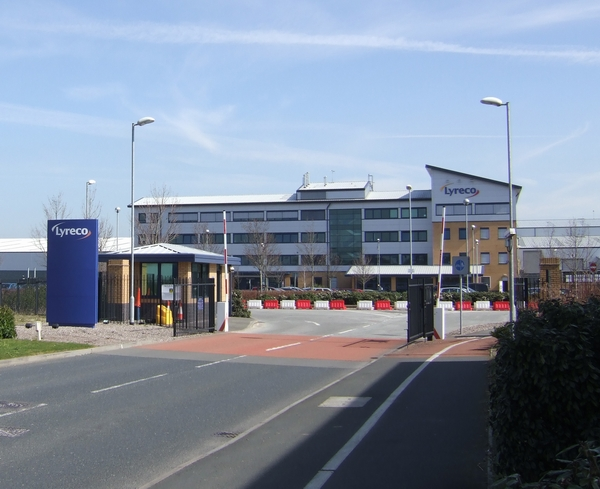
انبار شرکت لیرکو در انگلستان

لیرکو، یک شرکت خانوادگی فرانسوی تولیدکننده لوازم اداری در مارلی است.
لیرکو در سال ۱۹۲۶ به نام گاسپارد آغاز به کار کرد و از سال ۲۰۰۱ با نام واحد لیرکو در سراسر جهان شناخته می‌شود.
امروزه این شرکت در ۴۵ کشور فعالیت دارد که بیشتر این کشورها در اروپا می‌باشند. علاوه بر ان این شرکت در کشورهایی همچون کانادا، استرالیا، هنگ کنگ، تایلند و کره هم فعالیت دارد.
این شرکت دارای ۱۰۰۰۰ کارمند در سراسر جهان است و گردش مالی ان در سال ۲۰۰۸ دو میلیارد یورو بوده است.